# Minua elias
Minua elias is een hooiwagen uit de familie Minuidae.